# Túpolev Tu-4
El Túpolev Tu-4 (en ruso: Ty-4, designación OTAN: Bull) fue un bombardero de largo alcance cuatrimotor soviético que sirvió con la Fuerza Aérea Soviética desde finales de los años 40 hasta mediados los 60. Es un caso de ingeniería inversa, ya que copiaba el diseño estadounidense del Boeing B-29 Superfortress.

## Diseño y desarrollo
Hacia el final de la Segunda Guerra Mundial, las autoridades soviéticas comprendieron la necesidad de disponer de una fuerza de bombardeo estratégico similar a la que poseían las USAAF. Los Estados Unidos realizaban regularmente bombardeos sobre Japón usando B-29 Superfortress desde bases en el Pacífico, mucho más lejanas que las bases soviéticas. Stalin ordenó el desarrollo de un bombardero similar.
Los Estados Unidos rechazaron la posibilidad de suministrar a la Unión Soviética los bombarderos pesados B-29, bajo alquiler, para atacar a Alemania, a pesar de las repetidas peticiones soviéticas. Sin embargo, durante 1944, un B-29 realizó un aterrizaje de emergencia en el territorio soviético oriental, frente al Océano Pacífico, tras bombardear Japón y la Manchuria Japonesa; esta situación se repitió en dos ocasiones más. De acuerdo con la neutralidad soviética en la guerra del Pacífico, los bombarderos fueron internados y retenidos por los soviéticos, a pesar de las demandas estadounidenses que exigían su retorno.
La fábrica de aviones Túpolev OKB los estudió y desmontó uno de los aparatos. Stalin ordenó a Túpolev y a su equipo de diseño que copiara el B-29 hasta en sus más pequeños detalles, y que preparasen a la mayor brevedad un nuevo diseño listo para su producción en serie. Túpolev copió el bombardero B-29 perno a perno, cuanto fue posible mediante ingeniería inversa, y diseñó en sus propios talleres lo que no era posible copiar.
Los soviéticos usaron unos motores diferentes, los Shvetsov ASh-73TK, que tenían partes en común con los Wright R-3350 de los Superfortress,  pero que no eran idénticos. Las torretas de artillería por control remoto tuvieron que ser rediseñadas para dar cabida a los cañones soviéticos Nudelman-Suranov NS-23, que eran de mayor tamaño.
La Unión Soviética usaba el sistema métrico decimal, por lo que los paneles de aluminio de 1/16 de pulgada y los remaches originales no estaban disponibles. Las correspondencias hicieron que se usaran láminas de los paneles de un aluminio más grueso, y, como resultado, el Tu-4 era unos 340 kg más pesado que el B-29 original, con el correspondiente descenso de la carga útil y de su autonomía de vuelo.
El Tu-4 realizó su primer vuelo el 19 de mayo de 1947. La producción en serie se inició inmediatamente, y entró en servicio a gran escala en 1949. La entrada en servicio del Tu-4 provocó el pánico en la USAF, ya que poseía suficiente alcance para atacar Chicago, Los Ángeles y Nueva York con una carga reducida o en una misión de “sólo ida”. Hubo intentos limitados de desarrollar un sistema de reabastecimiento en vuelo que ampliara su alcance, pero fueron pocos los aviones que lo incorporaron.

### Exhibición pública, sorpresa en Occidente
La primera aparición pública se produjo durante el desfile aéreo del Día de la Aviación, el 3 de agosto de 1947, en el aeropuerto Túshino, de Moscú. Tres aeronaves lo sobrevolaron, y se asumió que eran los tres bombarderos B-29 que se habían desviado a la Unión Soviética durante la Segunda Guerra Mundial y que estaban retenidos, pero minutos después aparecieron otras cuatro aeronaves con la misma forma que el B-29. Los analistas occidentales concluyeron que los soviéticos habían sido capaces, mediante ingeniería inversa, de replicar el B-29, ya que los soviéticos sólo disponían de tres aparatos.

### República Popular de China
En 1967, China intentó desarrollar su primera versión de avión de detección temprana aerotransportada, basado en la célula de un Tu-4 con motores turbopropulsados. El proyecto fue designado como KJ-1, con un radar rotatorio montado sobre el avión. Sin embargo, el radar y el equipo eran demasiado pesados, por lo que el KJ-1 no llegó a alcanzar los requerimientos de la Fuerza Aérea del Ejército de Liberación Popular, y el proyecto fue cancelado en 1971.

## Historia operacional

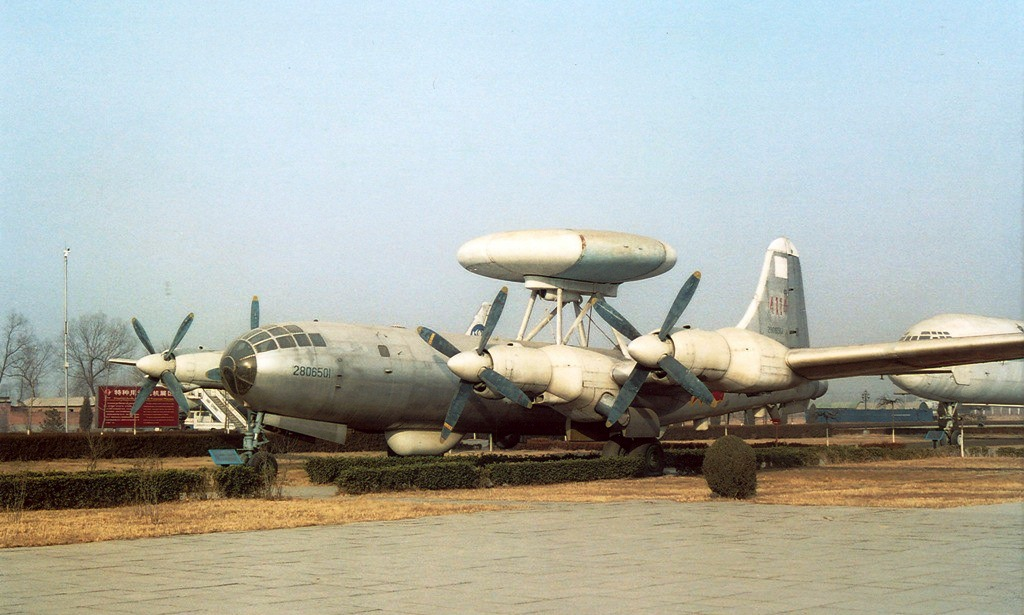
KJ-1 chino.

Un total de 847 Tu-4 fueron construidos por la Unión Soviética hasta que finalizó su producción en 1952; algunos fueron entregados a China a finales de la década de 1950. Nuevas variantes experimentales fueron construidas y la experiencia conseguida en su desarrollo puso en marcha el programa de bombardeo estratégico soviético. 
El Tu-4 fue el bombardero que lanzó la primera bomba atómica soviética, iniciando la Guerra Fría contra Occidente; fue retirado del servicio en la década de los años 60, cuando fue reemplazado por los más avanzados bombarderos turbohélice Tu-95 (iniciado en 1956) y el nuevo turborreactor bimotor Tu-16 (iniciado en 1954). 
A comienzos de la década de los años 60, solo quedaba ya un Tu-4 en servicio, que era usado como transporte y laboratorio aerotransportado.

## Variantes

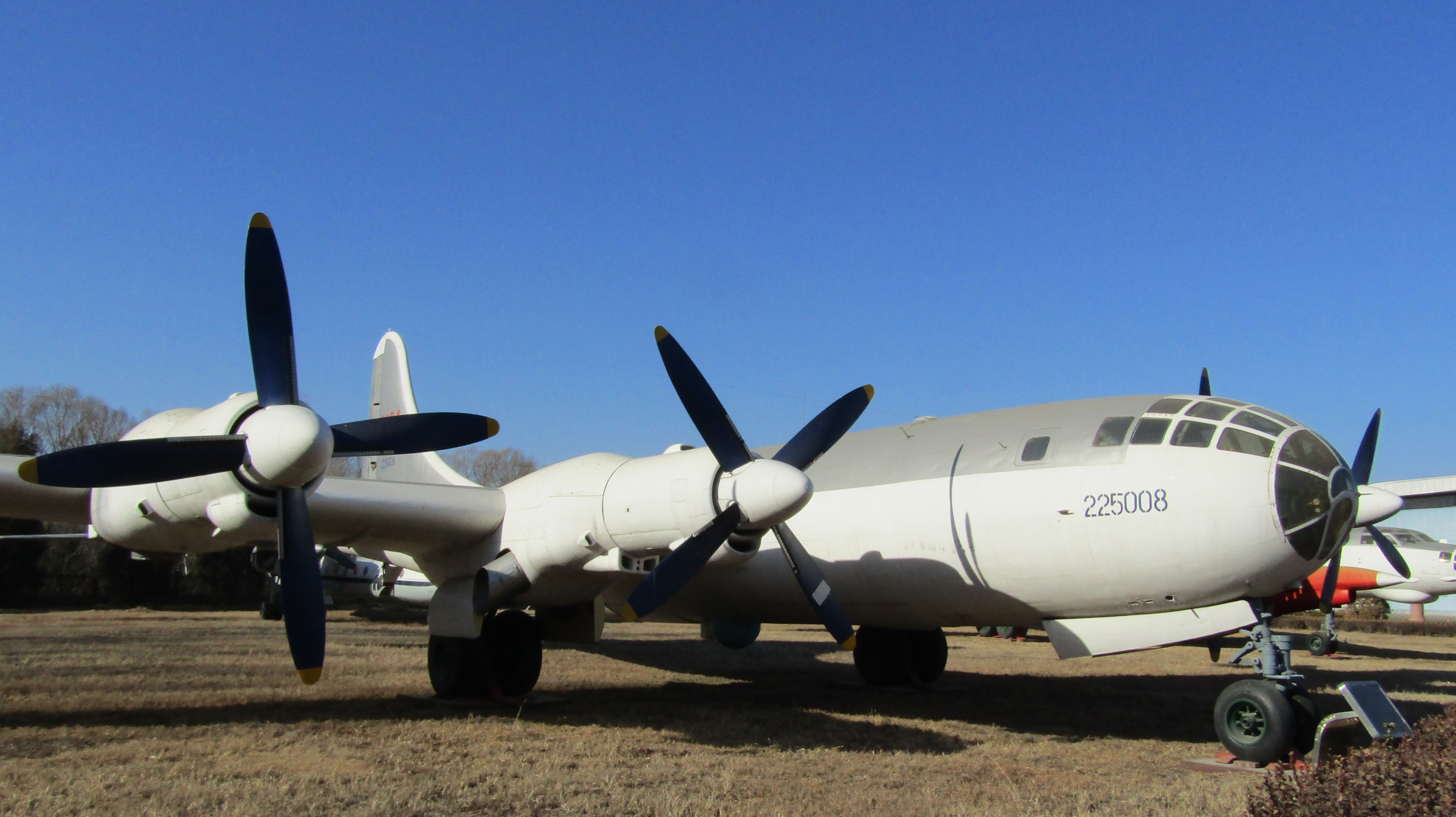
Tu-4 en el Museo de Aviación de China.

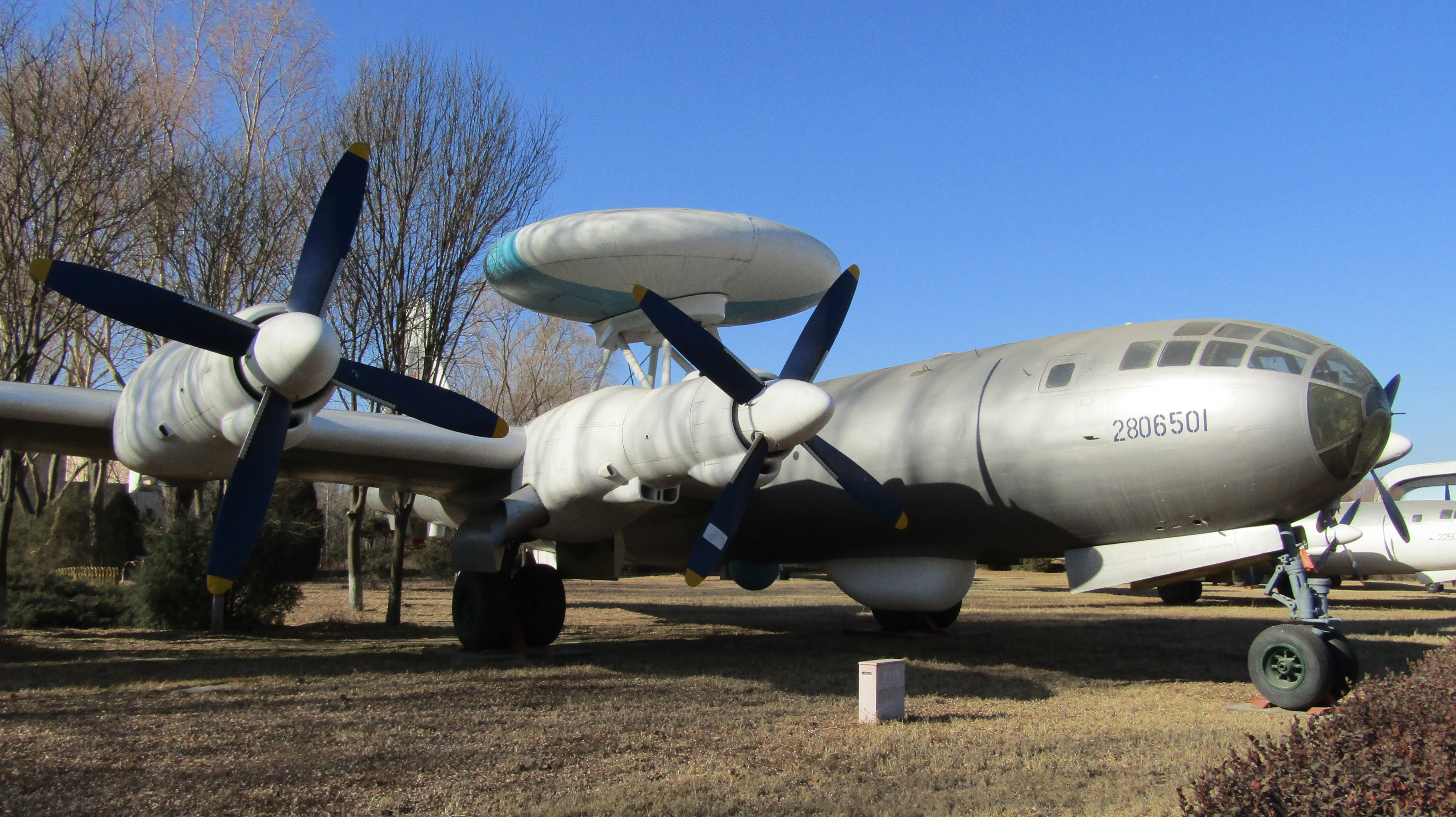
KJ-1 en el Museo de Aviación de China, Beijing.

Tu-4
Versión principal de producción, designada originalmente como B-4.
Tu-4 (Variantes sin designación especial)
Tu-4 ELINT y ECM.
Nodriza Tu-4 para el DFS 346A (otros prototipos del DFS346 se llevaron en Boeing B-29 internados durante la guerra).
Tu-4 nodriza de cazas de escolta (Proyecto Burlaki).
Blanco aéreo no tripulado Tu-4 controlado remotamente, convertido desde bombarderos dados de baja.
Tu-4 transporte de combustible.
Bancadas Tu-4 de reabastecimiento en vuelo (cuatro sistemas diferentes probados).
Avión Tu-4 de reconocimiento de radiación.
Avión Tu-4 de relé de comunicaciones.
Tu-4A
Bombardero con capacidad nuclear usado en las pruebas soviéticas de bombas nucleares RDS-1, RDS-3 y RDS-5. El Tu-4 estándar no era capaz de llevar estas armas.
Tu-4D
Transporte de tropas (300 conversiones). También conocido como 76.
Tu-4K/KS
Versión contrasuperficie, armada con misiles KS-1 Komet llevados entre los motores, bajo las alas.
Tu-4LL
Bancada de motores para el reactor Mikulin AM-3, los turbohélice Ivchenko AI-20, Kuznetsov NK-4 y Kuznetsov 2TV-2F, el radial Dobrynin VD-3K y las hélices contrarrotatorias AV-28.
Tu-4NM
Avión lanzador de drones con UAV Lavochkin La-17 llevados bajo las alas.
Tu-4R
Reconocimiento de largo alcance.
Tu-4T
Transporte de paracaidistas (solo un ejemplar).
Tu-4TRZhK
Cisterna de oxígeno líquido.
Tu-4UShS
Entrenador de navegación.
ShR-1
Bancada del Myasishchev M-4 para desarrollar el tren de aterrizaje de tipo biciclo.
UR-1/-2
Bancada del Myasishchev M-4 para probar los controles asistidos.
Tu-4 AWACS
Prototipo chino con radar KJ-1 AEWC, "AWACS" y con motores turboalimentados AI-20K.
Tu-70
Un único transporte de pasajeros, desarrollado en paralelo con el Tu-4 y puesto en vuelo el 27 de noviembre de 1946; diseñado para llevar ocho tripulantes y 48 pasajeros en su interior con acabados realmente lujosos; en realidad fue utilizado como transporte vip y de estado mayor, con seis tripulantes y 72 pasajeros.
Tu-75
Un único derivado de transporte.
79
Proyecto de Tu-4 propulsado por motores M-49TK.
Tu-80
Tanto Túpolev como Myasishchev (con el prototipo DVB-202) participaron en el desarrollo del modelo básico Tu-4; el prototipo Tu-80 que voló en noviembre de 1949 tenía la sección de proa rediseñada, empenajes verticales de mayor tamaño y conservaba el tren de aterrizaje triciclo y retráctil, pero su armamento consistía ahora en cinco montajes dobles de cañones NS-23 de 23 mm; propulsado por cuatro motores en estrella ASh-73FN de 2400 hp, alcanzaba una velocidad máxima de 950 km/h; no fue producido en serie.
Tu-85
Dos ejemplares construidos para realizar pruebas de vuelo y un tercero para evaluaciones estáticas; el primer aparato voló a finales de 1949; diseño ampliamente reformado y una tripulación de 16 hombres; carga máxima de 20 000 kg de bombas y armamento defensivo de 10 cañones de 23 mm, repartidos en cinco emplazamientos.
94
Proyecto de Tu-4 propulsado por motores turbohélice Kuznetsov TV-2.

## Operadores
China
- Fuerza Aérea del Ejército Popular de Liberación

 Unión Soviética
- Fuerza Aérea Soviética

## Supervivientes
Tu-4 4114 (c/n 286501), ex-KJ-1 AEWC
Almacenado en Datangshan, China.
Tu-4 4134 (c/n 2205008)
Almacenado en Datangshan, China.
Tu-4 desconocido (c/n 2805103), "01"
Almacenado en el Museo Central de la Fuerza Aérea de Rusia, Mónino, Rusia.

## Especificaciones (Tu-4)

### Características generales
- Tripulación: Once
- Longitud: 30,2 m (99 ft)
- Envergadura: 43,1 m (141,3 ft)
- Altura: 8,5 m (27,8 ft)
- Superficie alar: 161,7 m² (1740,6 ft²)
- Peso vacío: 35 270 kg (77 735,1 lb)
- Peso cargado: 46 700 kg (102 926,8 lb)
- Peso máximo al despegue: 66 000 kg (145 464 lb)
- Planta motriz: 4× motor radial de 18 cilindros refrigerado por aire Shvetsov ASh-73TK.
  - Potencia: 1790 kW (2468 HP; 2434 CV) cada uno.
- Hélices: Cuatripala V3-A3 o V3B-A5
- Diámetro de la hélice: 5,06 m

### Rendimiento
- Velocidad máxima operativa (Vno): 558 km/h (347 MPH; 301 kt) a 10 250 m
- Alcance: 6200 km (3348 nmi; 3853 mi) con una carga de 3000 kg de bombas
- Techo de vuelo: 11 200 m (36 745 ft)
- Carga alar: 400 kg/m² (81,9 lb/ft²)
- Potencia/peso: 0,11 kW/kg

### Armamento
- Armas de proyectiles: 

  - 10x cañón Nudelman-Suranov NS-23 de 23 mm en montajes dobles
- Bombas: 6 bombas de 1000 kg o 1 bomba atómica (Tu-4A)
- Misiles: 2 misiles de lanzamiento a distancia KS-1 Komet (Tu-4K)

## Aeronaves relacionadas

### Desarrollos relacionados
- KJ-1
- Boeing B-29 Superfortress
- Túpolev Tu-70
- Túpolev Tu-75
- Túpolev Tu-80
- Túpolev Tu-85

### Aeronaves similares
- Messerschmitt Me 264
- Consolidated B-32 Dominator
- Avro Lincoln

### Secuencias de designación
- Secuencia Tu-_ (interna de Túpolev): Tu-1 - Tu-2 - Tu-4 - Tu-6 - Tu-8 - Tu-10 →
- Secuencia Numérica (interna de Túpolev, proyectos): ← 72 - 73 - 74 - 76 - 77 - 78 - 79 - 80 - 81/81T - 82 -- 89 - 90 - 93 - 94 - 101 - 102 - 103 →